# Zygmunt Kurnatowski-Mielżyński
Zygmunt Maria Stanisław Maciej Kurnatowski-Mielżyński (ur. 13 lipca 1909 w Przysiece Starej, zm. wiosną 1940 w Charkowie) – polski ziemianin, podporucznik pilot rezerwy Wojska Polskiego, ofiara zbrodni katyńskiej.

## Życiorys
Urodził się jako syn Zygmunta Kurnatowskiego i Marii z Mielżyńskich. Po śmierci rodziców został adoptowany przez wujostwo Ignacego (1858–1936) i Sewerynę, z domu Mielżyńską (1869-1925). Miał dziewięcioro rodzeństwa (Maria, Emilia, Eleonora, Konstancja, Andrzej, Adam, Józef, Zygmunt, Maciej). Absolwent gimnazjum w Wolsztynie. Ukończył dywizyjny kurs podchorążych rezerwy piechoty przy 19 pułku piechoty Odsieczy Lwowa w 1932 i Szkoły Podchorążych Rezerwy Lotnictwa w Dęblinie w 1933. Odbył ćwiczenia praktyczne w 5 pułku lotniczym w 1934. Współorganizował Aeroklub Poznański. Był ziemianinem. W latach 30. ukończył Wyższe Kursy Ziemiańskie we Lwowie. Następnie zarządzał majątkiem ziemskim Dębno. Interesował się hobbystycznie lotnictwem i jachtingiem.
Wobec zagrożenia konfliktem zbrojnym został zmobilizowany i skierowany do służby wojskowej w 3 pułku lotniczym w sierpniu 1939. Po wybuchu II wojny światowej w czasie kampanii wrześniowej wraz z kadrą Bazy Lotniczej nr 3 w toku ewakuacji kierował się w stronę granicy z Rumunią. Nie dysponując uzbrojonym samolotem wojskowym, poruszał się własną awionetką. Po agresji ZSRR na Polskę prawdopodobnie 20 września 1939 został zestrzelony w okolicach Tarnopola, w pobliżu granicy rumuńskiej. Tam też dostał się do niewoli sowieckiej i przewieziono go do obozu w Starobielsku. Wiosną 1940 został zamordowany przez funkcjonariuszy NKWD w Charkowie i pogrzebany potajemnie w bezimiennej mogile zbiorowej w Piatichatkach, gdzie od 17 czerwca 2000 mieści się oficjalnie Cmentarz Ofiar Totalitaryzmu w Charkowie. Figuruje na Liście Starobielskiej NKWD, pod poz. 2301.
Jego bracia także byli wojskowymi i uczestniczyli w II wojnie światowej: Stanisław Kurnatowski (1916–1939), zginął w kampanii wrześniowej 10 września 1939, odznaczony Krzyżem Orderu Virtuti Militari, a Maciej (1911–1992) służył w 7 dywizjonie artylerii konnej, był więźniem Oflagu II C Woldenberg.
W ramach zbrodni katyńskiej zostało zamordowanych kilku innych członków Aeroklubu Poznańskiego.

## Upamiętnienie
5 października 2007 minister obrony narodowej Aleksander Szczygło mianował go pośmiertnie na stopień porucznika. Awans został ogłoszony 10 listopada 2007 w Warszawie, w trakcie uroczystości „Katyń Pamiętamy – Uczcijmy Pamięć Bohaterów”.
11 kwietnia 2012, w ramach akcji „Katyń... pamiętamy” / „Katyń... Ocalić od zapomnienia”, w Witosławiu został zasadzony Dąb Pamięci honorujący Zygmunta Kurnatowskiego-Mielżyńskiego.